# Frota P do Metrô de São Paulo
A Frota P do Metrô de São Paulo é uma série de TUEs fabricados pela empresa CAF entre os anos de 2013 e 2014, para complementar a frota de veículos da Linha 5 - Lilás, quando da expansão de 11,5 km da linha entre Largo Treze (terminal da linha até 2014) e Chácara Klabin. Foi adquirida pela Companhia do Metropolitano de São Paulo e operada por ela até 2018. Atualmente, é operada pela concessionária ViaMobilidade Linhas 5 e 17.
Apesar de já entregues em 2014, sua operação se deu somente a partir de 2017, com a finalização da instalação da tecnologia CBTC na linha, pois é seu único sistema embarcado.

## Características Gerais
A Frota P do Metrô de São Paulo possui várias diferenças entre si e a frota original da Linha 5-Lilás (a Frota F). Dentre elas:
- Iluminação interna por LEDs;
- Open Gangway (amplo corredor de passagem entre carros, permitindo ao passageiro se deslocar livremente através de todo o trem);
- Menor nível de ruído interno e externo;
- Câmeras de segurança dentro de todos os carros, além de uma interna e uma externa às cabines;
- Sinalização CBTC;
- Janelas basculantes que podem ser destravadas remotamente em caso de problemas no sistema de ar-condicionado;
- Sistema de ar-condicionado duplo em cada salão;
- Monitores de LCD incorporados no teto do salão de passageiros;
- Sistema de controle anti-patinagem nos freios, para uma parada mais suave;
- Bancos para obesos nos carros das pontas;
- Baterias embarcadas de Níquel-cádmio, mais amigáveis ao ambiente em relação às de Chumbo-ácido da frota antiga;
- Detecção de incêndio via sensores óticos;
- Sistema de extinção de incêndio por água nebulizada;
- Sistemas necessários para operação em nível de automação máximo GoA4 (UTO).

## História

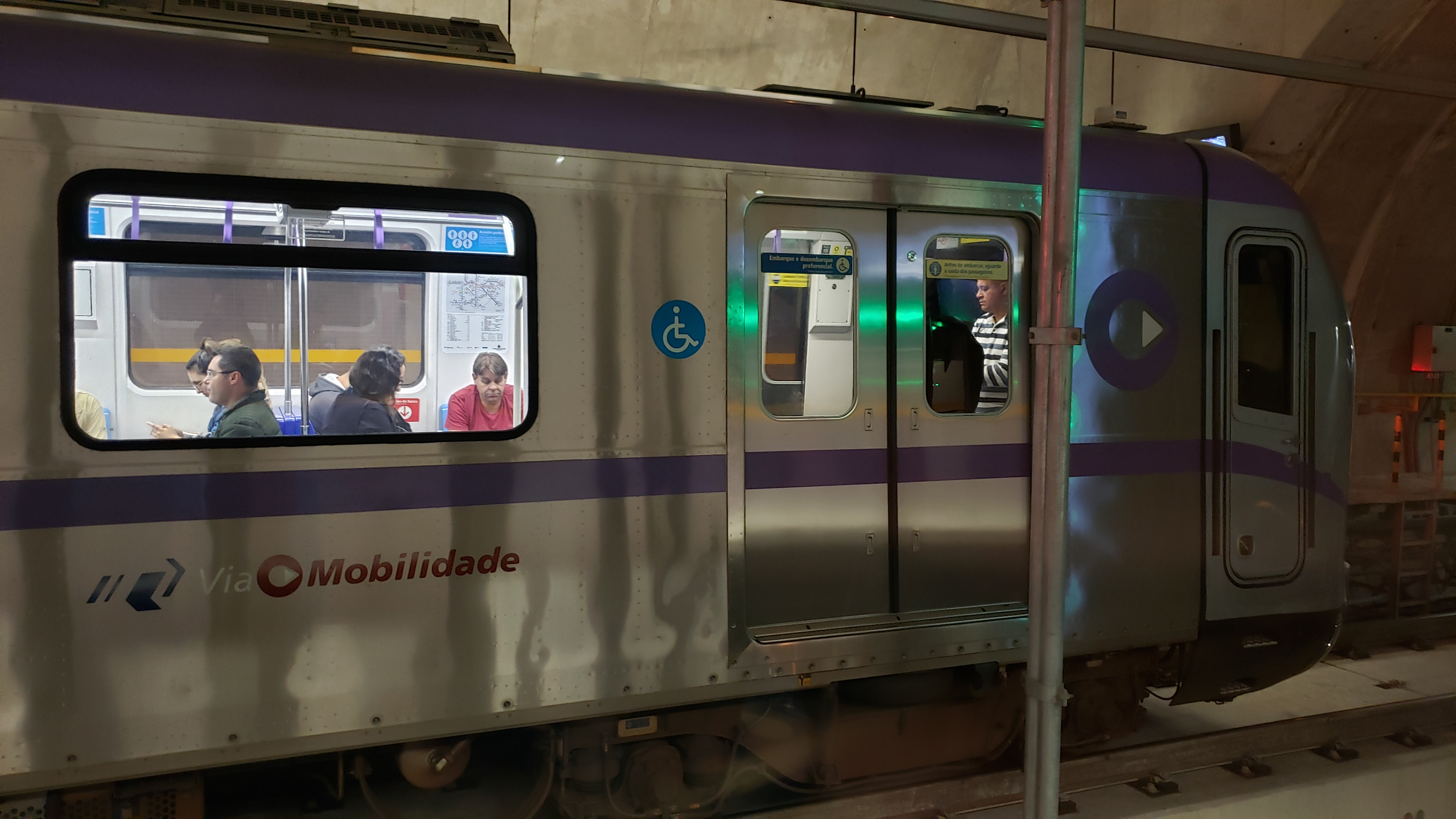
Uma composição repintada para o padrão ViaMobilidade alinhada na Estação Santa Cruz em outubro de 2019.

Com a extensão da Linha 5-Lilás iniciada oficialmente, em 2011 o Metrô lançou o edital da compra de uma nova frota de trens para suprir a demanda prevista para o novo trecho, que a única frota em operação na linha, a Frota F, seria incapaz de transportar sozinha.
O prazo dessa licitação foi estipulado em 2 anos, pois a extensão da linha era prevista para 2014, os trens necessitando de ao menos 2 meses de testes para serem considerados seguros. Porém, a extensão só ficou pronta em 2019 (com a inauguração da estação Campo Belo em abril), o sistema CBTC sendo instalado somente em 2017, e os trens, entregues no prazo, tiveram de ser estacionados, além de no Pátio Capão Redondo, da linha 5-lilás, no Pátio Jabaquara (que necessitou de adaptações para conseguir abrigar essa nova frota, de bitola menor que as linhas atendidas por este pátio, a Linha 1-Azul, Linha 2-Verde e a Linha 3-Vermelha) e na fábrica da CAF em Hortolândia, pois a ampliação do Pátio Capão Redondo também não estivera concluída. 
Foi somente em 2017, com a instalação do sistema de sinalização CBTC na linha 5, que a frota pôde finalmente iniciar sua operação, aliviando a intensa demanda sobre a Frota F, que já começara a apresentar defeitos (previstos pelo Metrô, e uma das razões da compra da Frota P em primeiro lugar). Em 2018, com a concessão da linha 5-lilás para a ViaMobilidade, ambas as frotas da linha foram repassadas, recebendo uma nova adesivagem e pintura para refletir a mudança de administradoras.